# 回想録
回想録（かいそうろく）は、記録あるいは文学作品の一形式で、ある事件、事象や時代に関する自らの経験を記したものである。また口述筆記させたり、他人の聞き書きによる著作もある。日本の新聞の多くは、記者による著名人の聞き書き（ロング・インタビュー）式回想の枠を設けている。回顧録（かいころく）又は回憶録（かいおくろく）とも呼ばれる。

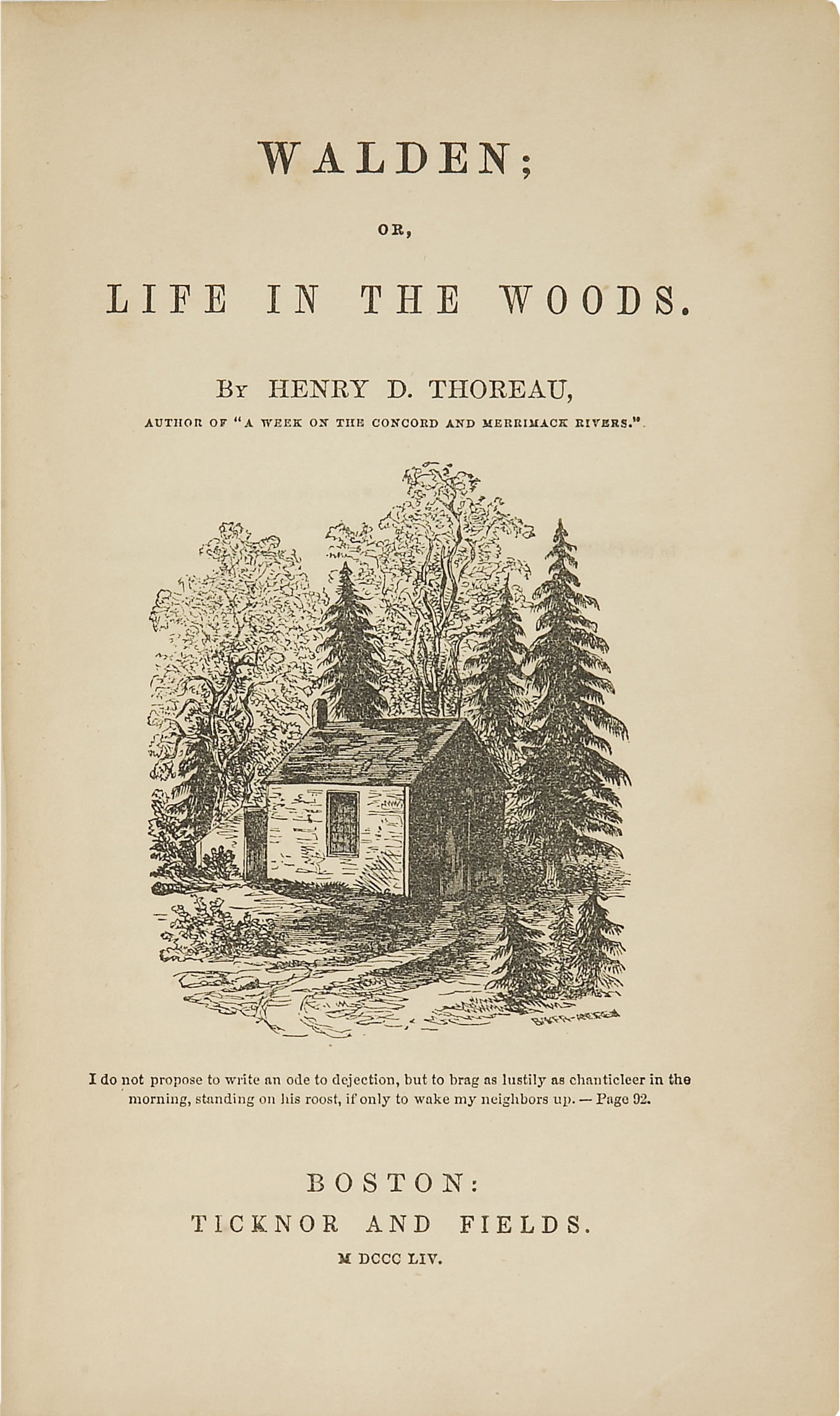
ヘンリー・デイヴィッド・ソローの回想録「ウォールデン 森の生活」(1854年)の表紙

自伝と重なる部分も多いが、自伝が書かれた時点以前の人生全体について、しばしば個人生活・内面生活に重点を置いて記すのに対し、回想録は、より狭い時間範囲を対象とし、（特に著名人では）社会との関係と、それに対しての自らの記憶や感情・反応などに重点を置いて記すという違いがある。ただしその時代を象徴するような人物の場合は、自伝と回想録との区別定義は曖昧となる。
政治家、軍人、社会的指導者など歴史的に重要といわれる人々、また彼らに直接関係した人々が書いた著作は、場合によっては史料としても価値がある。また、歴史的には無名といってよい人物でも、郷土史・業界史・当時の風俗の証言などの記録としては有益であることも多い。平均的な人物の自伝や回想録を一定の問題意識で多数分析して「当時の平均的な人物はかくかくの意識を持っており云々」という研究手法も多く行われている。
英語Memoir（フランス語「記憶」から、その元はラテン語）の語源からわかるように、古代ギリシャ・ローマでは「覚え書き」的な意味があり、必ずしも公表を目的とするものではなかった。古代ローマ帝国時代の弁論家リバニウスは、人生の回顧録（自伝）で知られるが、これも公にするためではなく、自身の弁論の一環としてであった。
本来はノンフィクション的作品であるが、自伝と同様、主観性が排除されているとは限らない。また意識的・無意識的な自己弁護の可能性も高い。中には文学作品とする目的で創作を交えたものもあり、18世紀以降の作品に多い。日記をもとにして書かれたものも多いが、日記そのものが公表されて回想録同様に注目される例もあり（『アンネの日記』など）、史料としての価値はこちらの方が高い（回想録は後日の編集・執筆になるので、記憶の風化や変化が存在することがある。一例に、20世紀後半以降の時点で1940年代の回想を書く場合に、その当時すでに無差別爆撃や人種差別が絶対悪と捉え書くなど、執筆時期の感覚が混入することもある）。
今日では、歴史上特に重要とは言えない一般人による自分史的な作品や、エッセー風の手記が、現代史研究で注目される事例もあり、他ジャンルとの区別はさらに曖昧になっている。

## 著名作
※自伝も含む
- ガリア戦記（カエサル）
- 告白録（ジャン＝ジャック・ルソー）
- 我が生涯の物語（ジャコモ・カサノヴァ）
- 奴隷から立ち上がりて（ブッカー・T・ワシントン）
- 蹇々録（陸奥宗光）
- 観樹将軍回顧録（三浦梧楼）
- 回顧録（牧野伸顕）
- アラス戦線へ（諸岡幸麿）
- 外交六十年 (芳沢謙吉）
- 外交回想録 (重光葵）
- 文學的回想 (林房雄）
- 旅人 ある物理学者の回想（湯川秀樹）
- 文学的回想録 (河上徹太郎）
- 第二次世界大戦回想録（チャーチル：ノーベル文学賞を受賞）
- ショスタコーヴィチの証言（ソロモン・ヴォルコフ：ショスタコーヴィチからの聞き書きとされるが偽作説も有力）